# Jacques-Charles de Fitz-James
Pour les articles homonymes, voir Fitz-James (homonymie).
Jacques-Charles de Berwick, 5e duc de Fitz-James (16 novembre 1743, Paris - 11 août 1805, Paris), petit-fils du maréchal de Berwick, est un général français.

## Une carrière militaire classique sous l'Ancien Régime

### La maison de Fitz-James
C'est une famille noble d'origine anglaise, naturalisée française en 1703 à partir du maréchal de Berwick, fils naturel de James Stuart, roi d'Angleterre et d'Écosse sous le nom de Jacques II, qui a trouvé refuge en France en 1689 après avoir été détrôné par Guillaume III d'Orange.

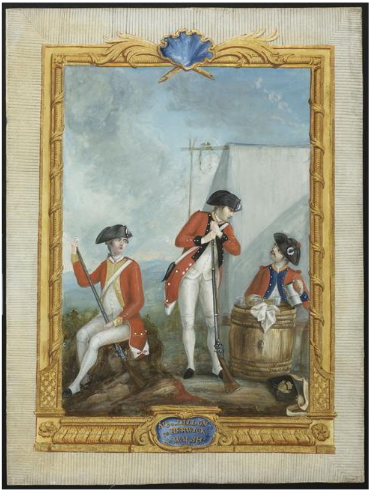
Régiments irlandais de Dillon, Berwick et Walsh (Nicolas Hoffmann 1740-1823).

Esquisse du château de Fitz-James illustrée par le commentaire de Dubin en 1852.

Une brigade irlandaise est alors créée en France, constituée de volontaires irlandais jacobites répartis sur plusieurs régiments. C’est dans le régiment d'infanterie de Berwick que les Fitz-James exercent leur carrière militaire. Au fil du temps, si les officiers sont toujours d’origine irlandaise, la troupe est nettement plus hétéroclite. Vers 1789, ce sont, à part 20% d’Anglais, des soldats mercenaires de toutes nations, en majorité, des Pays-Bas et d’Allemagne. Quand la paix règne - c’est le cas entre 1775 et 1790 - le régiment de Berwick est cantonné principalement dans le nord et dans l’ouest de la France et change régulièrement de garnison. Les municipalités qui ont l’obligation de loger et de nourrir les régiments le font de mauvaise grâce. Il arrive que le régiment soit emmené et passé en revue sur les terres acquises par feu M. le maréchal de Berwick dans l'Oise comme l'atteste le récit qui accompagne l'esquisse du château.  

### La carrière de Jacques-Charles de Fitz-James
Fils du duc Charles de Fitz-James, maréchal de France, et petit-fils du maréchal de Berwick, il est destiné tout  naturellement à la carrière des armes. Cornette au régiment de Fitz-James cavalerie en février 1757, il est promu mestre de camp en 1759 avant de devenir colonel propriétaire du régiment de Berwick en 1763, brigadier des armées du roi en 1769 et maréchal de camp le 1er mars 1780. Officier du Grand Orient de France et Pair de France, il est le dernier gouverneur du Limousin en survivance de son père le 15 avril 1768 et en titre le 22 mars 1787. À son décès, il devient le 5éme duc de Fitz-James. Contrairement à son fils naturel, Jacques-Charles-Aimé Fitz-James qui sert la Grande Armée et reçoit la légion d'honneur, il ne reçoit aucune distinction militaire. Tout ce qu'il est et tout ce qu'il a, il le tient de ses aïeux: les titres, les charges, les terres et la fortune. 

## La vie privée du duc de Fitz-James

### Un libertin

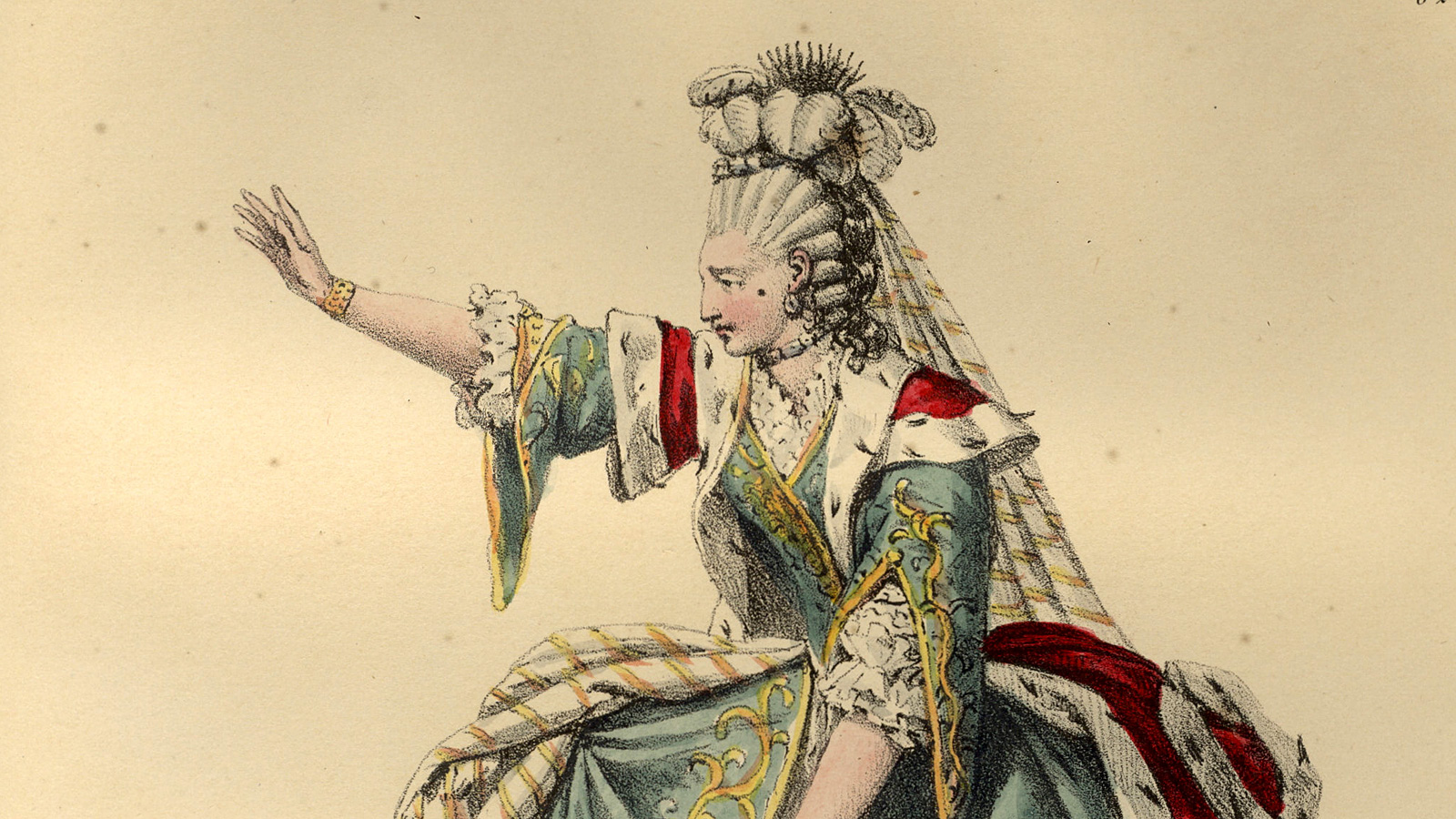
Marie-Madeleine Dubois (1746-1779).

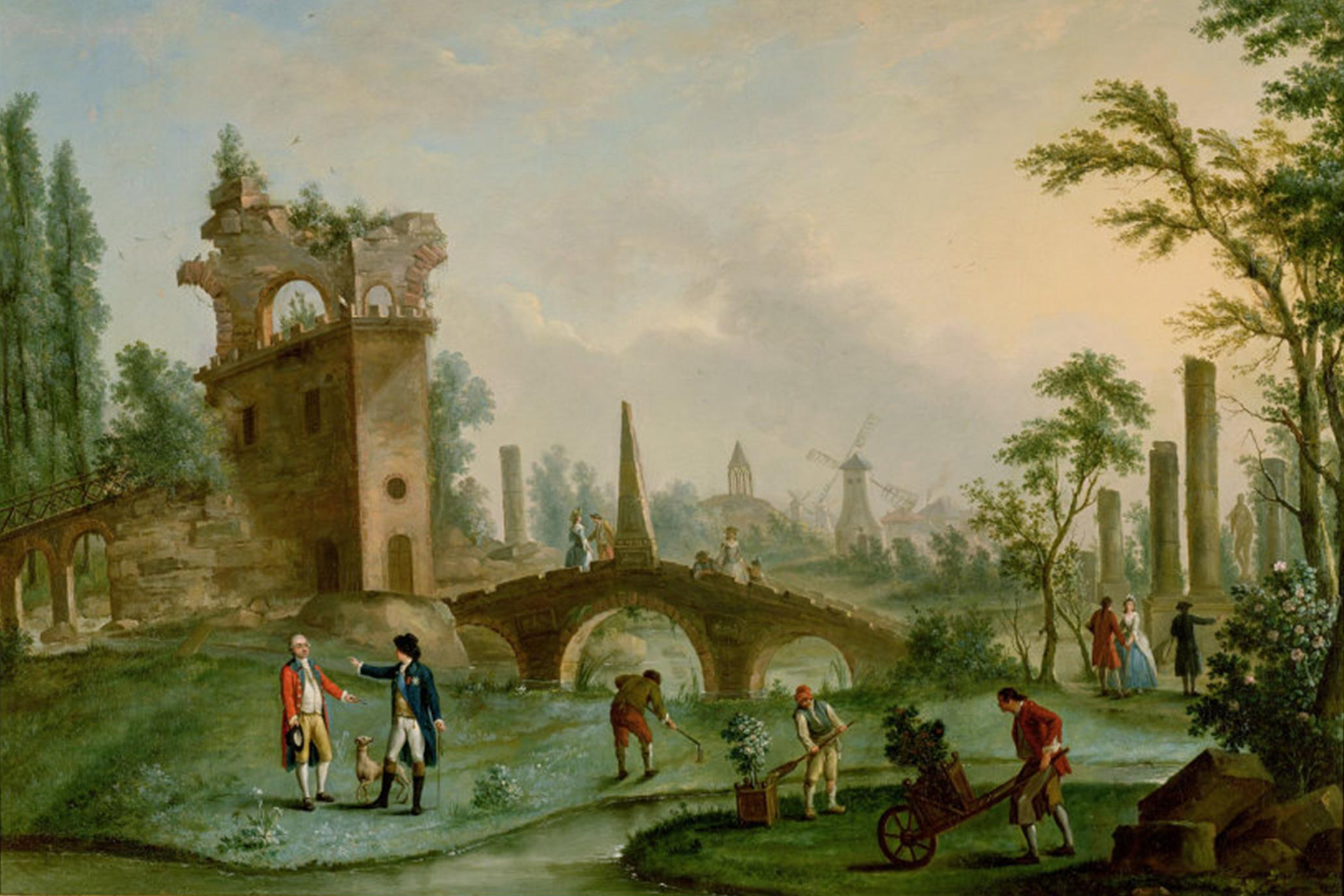
Remise des clés par Carmontelle, chargé de l'aménagement du parc de Monceau, au duc de Chartres.

Jacques-Charles de Fitz-James fait partie de la jeunesse dorée qui participe aux soirées libertines du duc de Chartres données en sa petite maison.  Quand le duc de Chartres reçoit à souper ses compagnons de débauche, on illumine les serres, tous les salons, tous les appartements et les guirlandes de fleurs, entremêlées de lampions, forment feston d'arbre en arbre. Les invités masculins sont le prince de Guémené, les ducs de Fronsac, Lauzun et Conflant, le marquis de Clermont, le comte de Coigny. Les invitées féminines sont de jeunes femmes belles et ardentes, principalement  des danseuses de l'Opéra et des actrices de la Comédie Française. M. de Fitz-James s’amourache de Marie-Madeleine Dubois, fille de Louis Blouin dit Dubois, également comédien à la Comédie Française. On la dit une des plus jolies actrices de Paris, grande, bien faite, bien élevée par ses parents selon un rapport de police de 1759, sauf que le duc de Fronsac s’introduit chaque matin chez elle, travesti en limonadier, pour lui apporter son chocolat. Le Duc de Fitz-James va jusqu’à lui faire un enfant, baptisé le 22 mai 1768 à qui il donne son nom, en plus d'une rente et en 1787, d'une charge d'archer garde de la connétablie. Ce dernier préfère s'installer limonadier dans une galerie du Palais-Royal. La famille du marquis juge qu’il est temps de le marier, l’occasion rêvée pour le duc de Chartres d'organiser un souper appelé le souper des veuves à sa petite maison avec dans l’assistance, les maîtresses de ce prince et de différents seigneurs mariés ou sur le point de se marier. 
« Tout est tendu de noir. Les femmes sont en habit de deuil, les hommes de même. Les flambeaux de l'Amour s'éteignent et se trouvent remplacés par les flambeaux de l'Hymen. Ces deux dieux sont dans une rivalité continuelle à cette fête : en un mot tout y caractérise le tombeau des plaisirs et l'empire de la raison.»

Huit jours avant son mariage, le duc de Fitz-James dit au prince: 

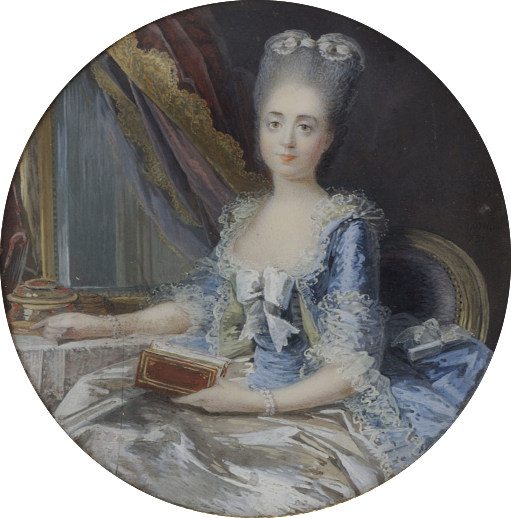
La duchesse de Fitz-James, née Marie de Thiard de Bissy.

« Monseigneur, je veux être honnête homme ; je veux bien vivre avec ma femme ; je quitte ma petite maison, et je renonce aux filles. — Cela est fort bien fait, mon cher Fitz-James, lui répondit le prince, mais les noces ne sont que dans huit jours. Il faut que tu viennes après-demain souper à ma petite maison avec moi, pour y faire tes adieux à nos coquines. — Cela est juste, répartit M. de Fitz-James, j'aurai l'honneur de m'y rendre. Le jour marqué, il part effectivement après l'opéra. Il est reçu d'abord par un valet de chambre en pleureuse. Il monte, il trouve l'antichambre tendue de noir, la chambre en noir, et trois demoiselles en crêpe et dans le plus grand deuil des veuves. Pour consoler ces pauvres affligées, ces messieurs firent un souper très gaillard, qu'ils poussèrent bien avant dans la nuit. »

### Le couple Thiard-Fitz-James

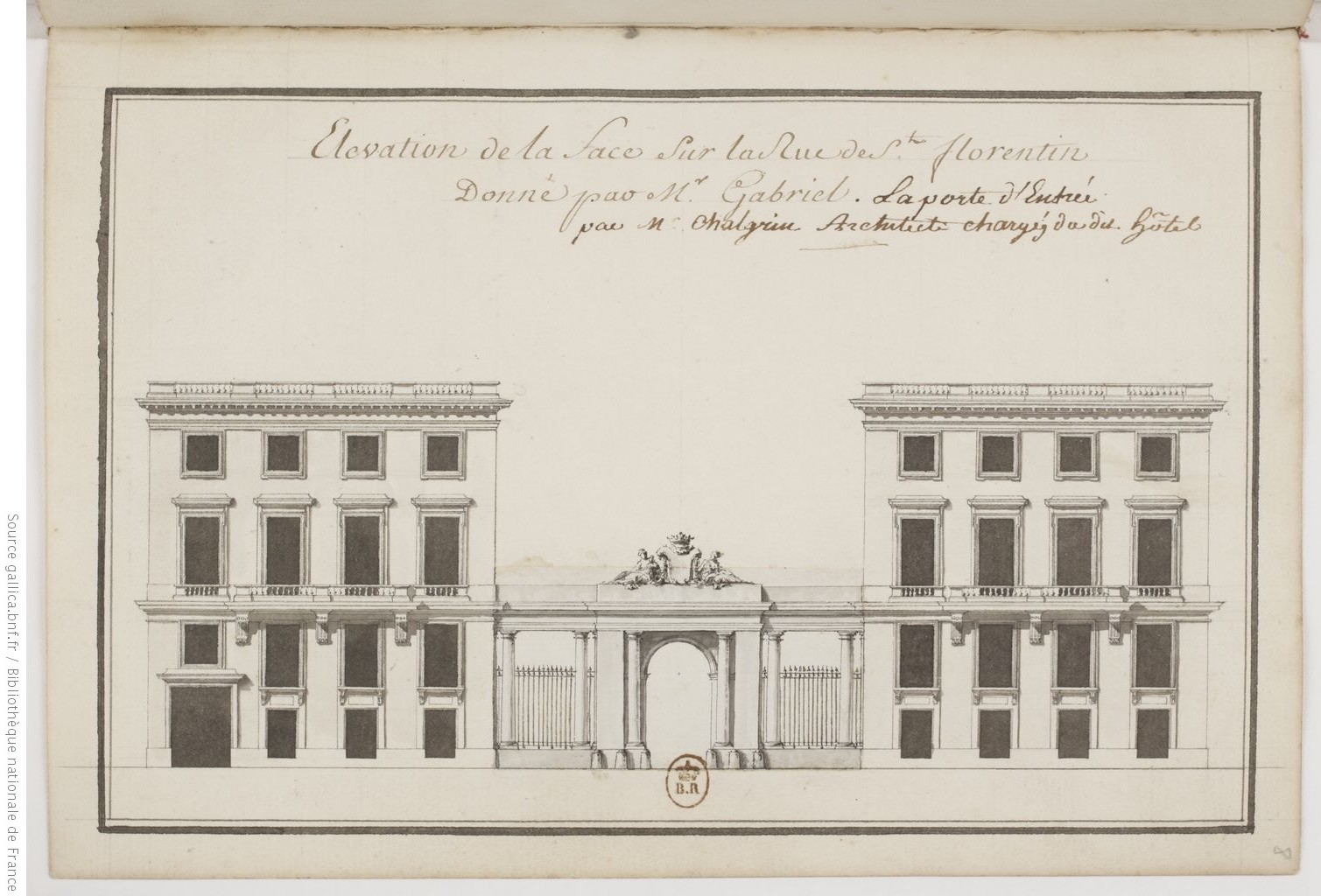
Plans, coupes et élévations de l'hôtel du comte de Saint-Florentin situé sur la place Louis XV à Paris.

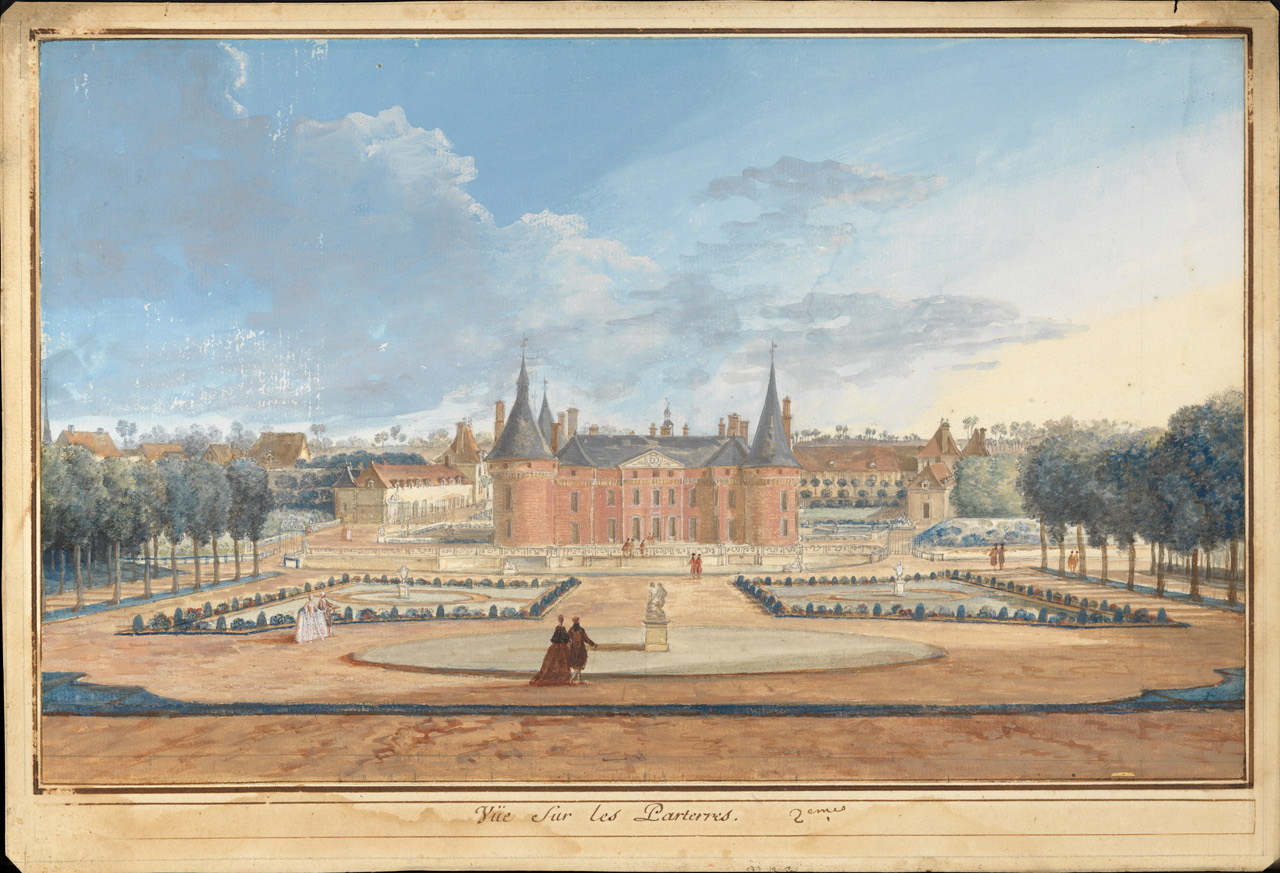
Le château de Maillebois.

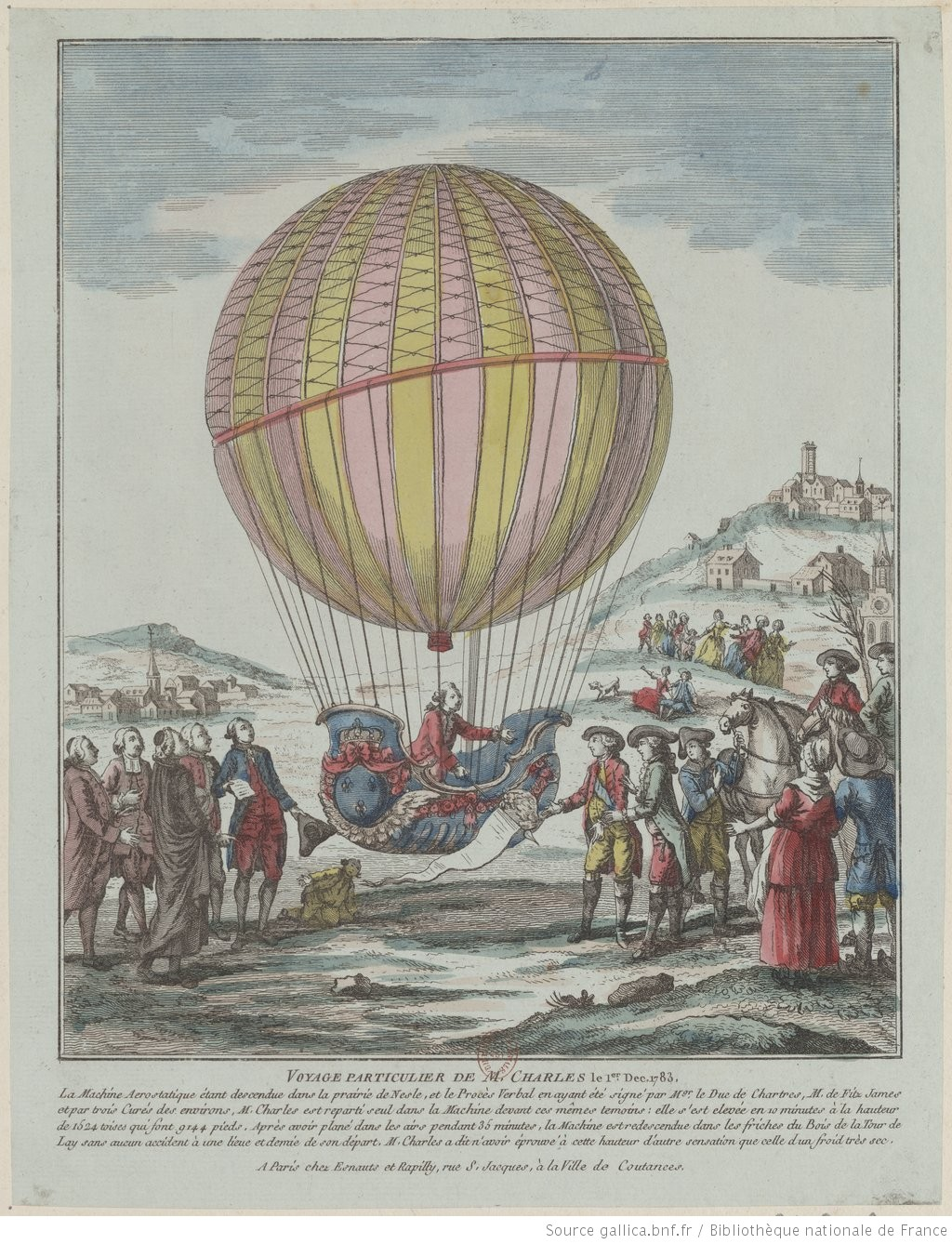
Voyage particulier de M Charles en machine aérostatique le 1er décembre 1783.

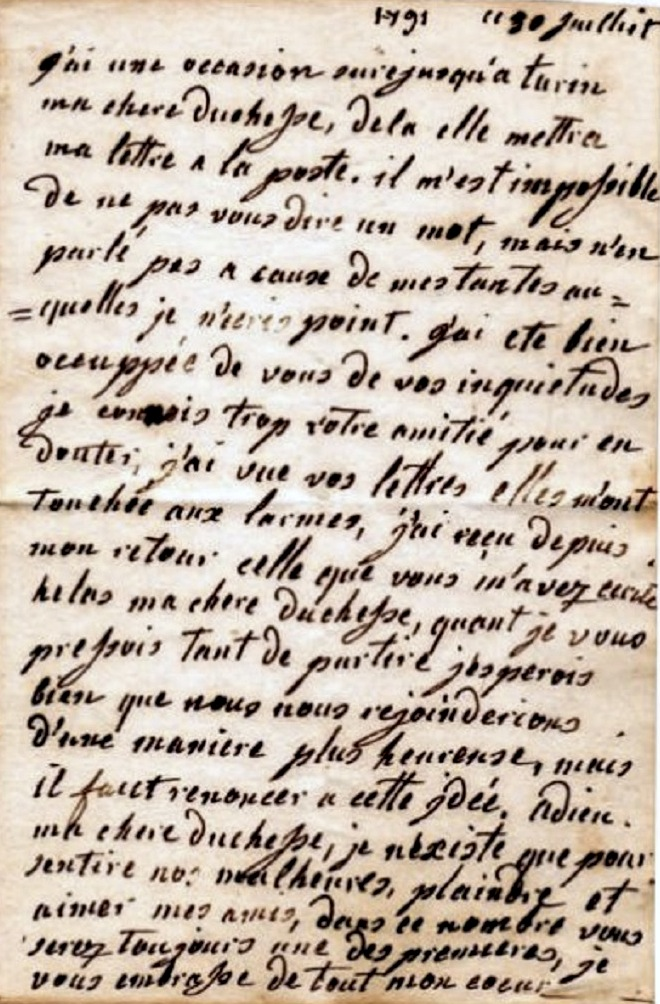
Dernière lettre de la reine Marie-Antoinette à sa dame du Palais, Mme de Fitz-James.

Le marquis épouse à l'âge de 25 ans, le 26 décembre 1768, Marie-Claudine-Sylvie de Thiard qui a tout juste 15 ans. Elle est la fille unique d’Henri de Thiard de Bissy et d’Anne-Elisabeth Brissard, fille du fermier général du même nom. Même si trois enfants naissent de leur union, Henriette-Victoire en 1770, Charles-Jean en 1773 et Edouard en 1776, le ménage ne vit pas dans la meilleure harmonie. Son mari la trompe à tours de bras. Elle va se consoler de ses infidélités conjugales dans les bras d’un jeune homme rencontré dans la cathédrale de Reims lors du sacre de Louis XVI. Qui est le jeune amant ? Forcé à être ecclésiastique, il sort du séminaire Saint-Sulpice. C’est le futur Talleyrand. Dans ses Mémoires, il écrira : « C’est du sacre de Louis XVI que datent mes liaisons avec plusieurs femmes que leurs avantages dans des genres différents rendaient remarquables et dont l’amitié n’a pas cessé un moment de jeter du charme sur ma vie. » Mme de Fitz-James le partage avec ses amies, la duchesse de Luynes et la vicomtesse de Laval. C’est que Mme de Fitz-James est à l’époque une belle jeune femme, dame du palais de la reine Marie-Antoinette de février 1781 jusqu’à la révolution. Elle mène avec son mari la vie fastueuse des aristocrates bien en cour. À la campagne, ils possèdent deux châteaux, celui de Fitz-James dans l’Oise et celui de Maillebois dans l’Eure-et-Loir. À Paris, ils ont acquis en 1777 l’hôtel de Saint Florentin moyennant 500 000 livres. La vie est légère. C'est l'époque où Jacques Charles expérimente son ballon à hydrogène qui s’envole du Champ de Mars et parcourt 16 km jusqu’à Gonesse, où le duc de Fitz-James et le duc de Chartres dressent le procès-verbal de son arrivée. Cependant les dettes s’accumulent et atteignent un montant de 600 000 livres si bien que l’hôtel de Saint-Florentin doit être vendu à la duchesse de l’Infantado. Le couple part habiter au château du Louvre. La Révolution gronde, devient réalité et leur fait craindre le pire. Le 6 mars 1790, alors que le couple est séparé de biens, le duc cède toute sa fortune à sa femme: mobilier, duché de Fitz-James, domaine de Maillebois, rentes. La duchesse, encouragée par la reine, prend la route de l’exil et trouve refuge à Parme. Son projet initial était de rejoindre à Rome le cardinal d’York, cousin éloigné de son mari. La reine, au retour de Varennes, lui envoie le 30 juillet 1791 sa dernière lettre. Le duc, fidèle au roi, part rejoindre l’armée des Princes, de l’autre côté du Rhin. Un an avant, le 17 juillet 1788, est né d'une liaison avec Anne Bibiane Beauvaland, un deuxième fils illégitime, Charles-Jacques-Aimé, qui fera honneur à son nom en embrassant une brillante carrière militaire sous Napoléon.

## L'émigration

### En Allemagne

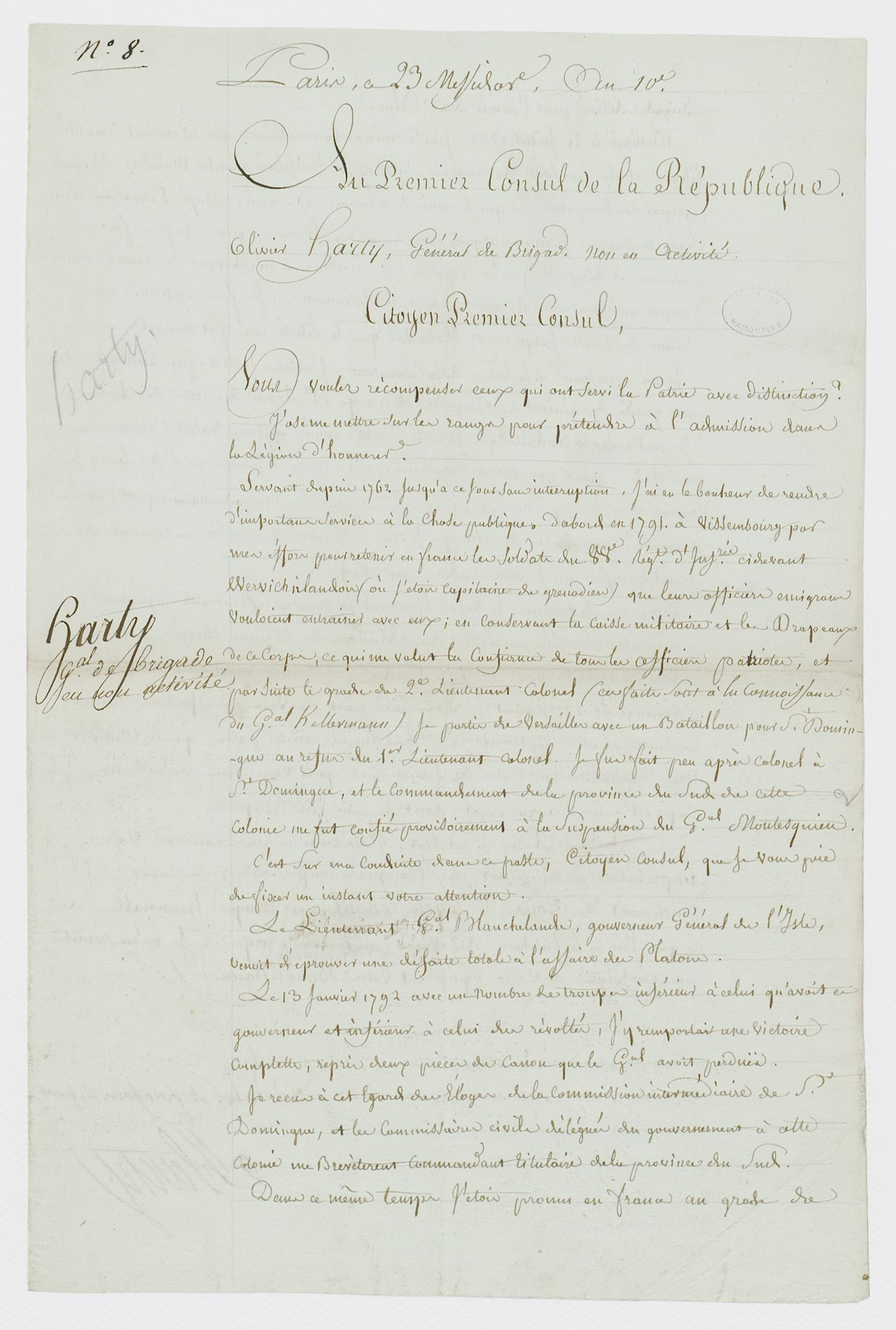
Lettre du général Olivier Harty qui brigue la légion d'honneur et relate son intervention à Wissembourg.

Le duc de Fitz-James est bien amer du fait que l’ordonnance de l’Assemblée nationale du 1er janvier 1791 renomme non seulement son régiment irlandais de Berwick, le 88e régiment d’infanterie, mais lui en ôte la propriété. Par un singulier concours de circonstances, le régiment a changé de cantonnement en 1791 et se retrouve à Landau, la partie allemande des États du cardinal de Rohan, évêque de Strasbourg. Landau est situé en plein Pays de Bade, non loin de Coblence. M. de Fitz-James après avoir informé les princes de son arrivée, par l’intermédiaire du lieutenant-colonel, comte de O' Mahony prend la route de la frontière, le 15 juillet 1791.  Arrivé à la garnison, il fait tout pour persuader officiers et soldats de déserter et de reconstituer le régiment de Berwick au service des princes à Coblence. Lorsque les commissionnaires arrivent pour leur faire prêter serment, ils se heurtent au refus d’une majorité d’officiers et d’une partie des soldats. Les versions diffèrent : selon les uns, le duc s’échappe de nuit de Landau avec 300 hommes et une majorité d’officiers. Selon d’autres, les soldats en route pour Wissenbourg sortent de la colonne et crient « Vivent le roi et les princes » et affluent sur Ettenheim. M. de Fitz-James passe sous silence les 900 autres qui sont restés fidèles à leur serment et qui ont fait leur entrée à Nancy le 8 août 1791 avec les drapeaux et la caisse, emmenés par le capitaine Olivier Harty qui ne veut pas déserter le pays qui l'a accueilli. 
Le duc de Fitz-James espère que son exemple sera suivi par d’autres, tout comme les officiers français réunis à Coblence qui écrivent le 26 juillet 1791 au comte de Provence et au comte d’Artois :
« Monseigneur, les officiers, bas-officiers, grenadiers et soldats du régiment irlandais de Berwick, remplis des sentiments d’honneur et de fidélité qui sont héréditaires en eux, supplient Monseigneur de mettre aux pieds du roi le dévouement qu’ils font de leur vie pour le soutien de la cause royale et d’employer leurs armes avec confiance dans les occasions les plus périlleuses. »
Le colonel-propriétaire de Berwick écrit de son côté à ses amis la lettre suivante:
« J’espérais profiter du voisinage pour aller vous faire une petite visite mais les princes en ordonnent autrement ; ils désirent que je retourne joindre mon brave et fidèle régiment. Je suis bien sûr que vous avez partagé le bonheur dont j’ai joui de le voir passer tout entier dans le parti royal : l’injustice me l’avait ôté, l’honneur me le rend. Je ne pouvais m’en retrouver propriétaire d’une manière plus flatteuse. J’espère qu’il servira à d’autres, ce sera un mérite de plus. Ils n’ont emporté ni la caisse, ni les drapeaux ; je regrette la première, elle eût fourni à la subsistance pendant quatre ou cinq mois. Quant aux drapeaux, je ne puis les regretter depuis qu’ils ont été souillés par les cravates prétendues patriotiques. J’en vais faire de nouveaux à Mannheim. Je les ferai sacrer à Salzbach, où fut tué M. de Turenne ; c’est là que le régiment se rassemble. Comme il y a juste cent ans que le régiment de Berwick est passé en France, suivant son roi malheureux, les princes ont agréé que je fasse ajouter une légende qui sera ainsi : Toujours et partout fidèles. » C’est la marque la plus flatteuse que puissent recevoir les officiers et le corps entier. »

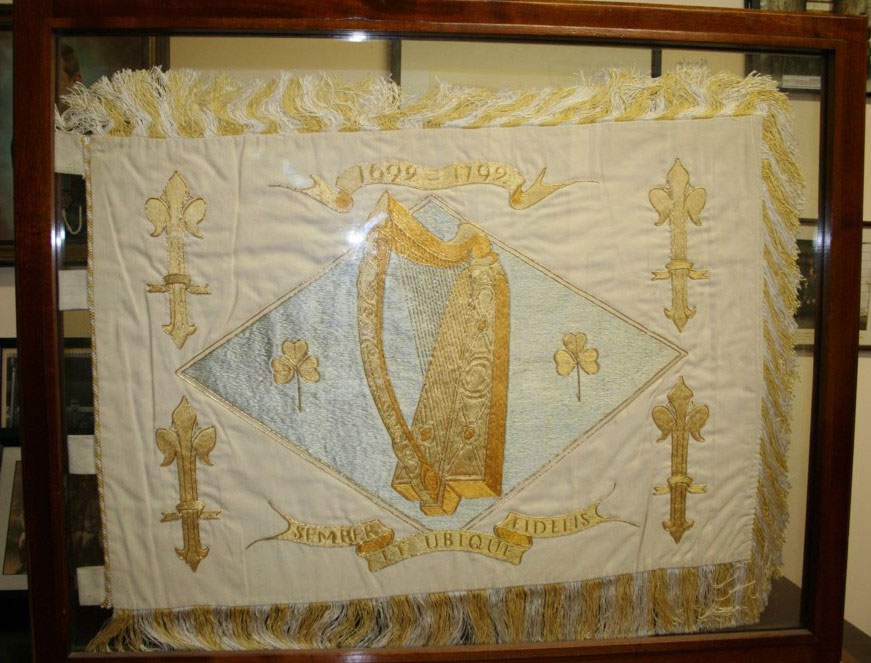
Réplique du drapeau offert par le comte de Provence au ci-devant régiment de Berwick en novembre 1792. Drapeaux républicains des 1er et bataillons du 88e de ligne. Les fleurs de lys disparaîtront en 1793.

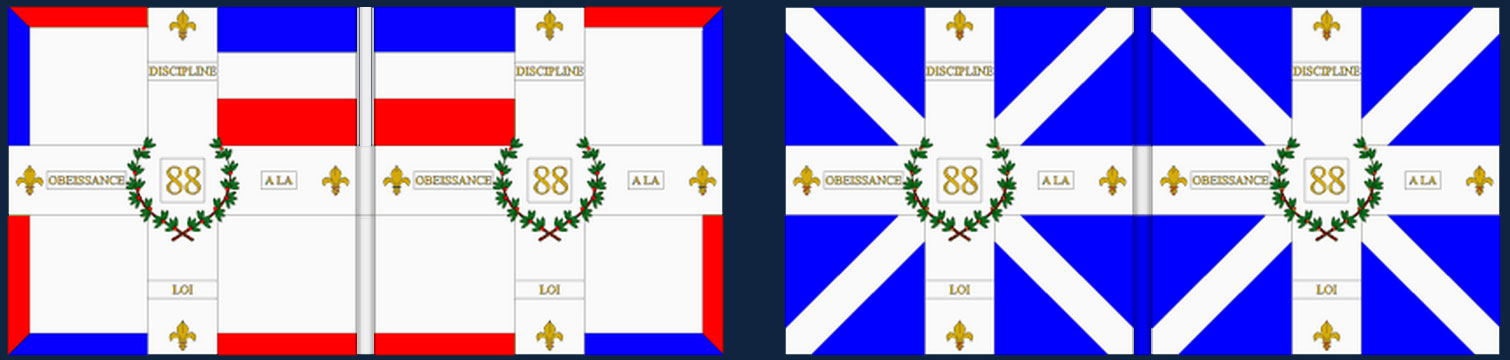

Le duc de Berwick n’est pas le premier à avoir pris la décision de se battre pour le roi, il a été précédé par le comte d’O’ Mahonny qui habite déjà Mannheim, le vicomte de Mirabeau qui a constitué dès le 14 mars 1791 la légion noire et le prince de Condé, Louis V Joseph de Bourbon-Condé, cousin du roi Louis XVI qui a fondé son armée en avril. La Légion noire et l’armée de Condé sont mises à la disposition du prince Esterhazy, commandant l’armée du Rhin. Le bataillon de Berwick, chargé de commander l’avant-garde de l’armée de Condé, est incorporé aux 3 000 hommes de la Légion noire. Le jeune Edouard de Fitz-James rejoint l’armée de Condé comme aide-de-camp du maréchal de Castries. En 1791, la France n’est pas entrée en guerre et les émigrés se contentent de simulacres de reconnaissance sur les routes d’Alsace. Le 20 avril 1792, la France déclare la guerre à l'Autriche et à la Prusse. Les escarmouches commencent entre les émigrés et les soldats républicains, Verdun et Longwy sont pris mais l’avancée du duc de Brunswick est stoppée à Valmy en septembre 1792. La foi en la victoire vacille et les huit semaines de campagne s’avèrent désastreuses. Les rangs de l’armée des Princes sont décimés, le bataillon de Berwick a perdu beaucoup d'hommes et manque d’argent. La Prusse et l’Autriche battent en retraite avec l’armée de Condé qui s’engage à leurs côtés. L’armée des princes et les brigades irlandaises sont dissoutes fin novembre, début décembre. Le comte de Provence remet aux représentants des trois brigades irlandaises Dillon, Walsh et Berwick un drapeau d’adieu portant la devise : 1692-1791- Semper et Ubique Fidelis.  Le recul des armées prussiennes et autrichiennes amène les émigrés à se tourner vers les puissances protestantes autrefois ennemies : la Hollande et l’Angleterre. 

### En Angleterre
Le duc de Fitz-James qui a rejoint la Hollande a un premier contact avec les forces anglaises en 1794. Il le doit au comte O’ Mahonny à qui William Pitt a offert une place dans l’armée britannique tout en lui donnant la tâche de former une nouvelle brigade the Irish composée essentiellement des anciens officiers des régiments irlandais et constituée de six bataillons, avec à leur tête, les six colonels des anciennes brigades irlandaises. Ils quittent la Hollande pour l’Angleterre avant qu’elle ne soit conquise par les armées de Pichegru en janvier 1795. Désormais, ils serviront le roi Georges III et chacun doit trouver le plus grand nombre possible de recrues pour alimenter sa brigade : Fitz-James à Dublin, Walsh à Limerick et Dillon à Athlone. Si le nombre de recrues est insuffisant, le nombre de bataillons sera réduit ainsi que le traitement. La perspective de la demi-solde de 150 livres désespère le duc de Fitz-James qui est entouré de sa femme et de sa nombreuse famille. Son fils aîné, Charles-Jean, inscrit comme cadet-gentilhomme dans le régiment de Berwick entre 1789 et 1791 ne figure plus sur la liste des officiers de la brigade irlandaise de Pitt (1795-1797) contrairement à son jeune frère enregistré parmi les lieutenants sous son nom anglais Edward. On peut supposer qu’il est mort. La vie s’organise à Londres. Le comte d'Haussonville rend visite aux Fitz-James, Harcourt, Beauveau, Vérac et Mortemart, tous regroupés autour de Staines près de Windsor. Il dresse un portrait de cette noblesse française, tombée de si haut, réduite si bas, qui essaie vaille que vaille de subvenir à ses besoins en donnant des leçons ou en vendant des travaux d’aiguille, sans abandonner la vie de distraction à laquelle elle était habituée.
« On donnait des dîners où chacun devait apporter son plat ; on convenait le soir d’aller prendre le thé alternativement les uns chez les autres. Dans certains cercles, il était entendu que chacun devait fournir son sucre : c’était une galanterie qu’on faisait à la maîtresse de maison de tirer une bougie de sa poche et de la poser allumée sur la cheminée. Il y avait dans tout cela un peu d’affectation, mais aussi quelque sérieux. Ce qui était parfaitement vrai, c’était le besoin de vivre en commun, de se soutenir les uns les autres, de parler ensemble de cette redoutable Révolution qu’on avait si fort dédaignée et les dangers qu’elle faisait alors courir à des êtres bien chers dont on ne recevait pas de nouvelles. »
La vie continue. Édouard épouse en 1798 Élisabeth Le Vassor de La Touche. Entre 1797 et 1800, le comte d’Haussonville qui a reçu de bonnes nouvelles de sa famille entreprend un voyage en Écosse avec Messieurs de Vérac, d’Aramon et de Fitz-James. Edouard est du voyage et découvre en parcourant les montagnes d’Écosse combien le nom des Stuart est encore cher au cœur des écossais. 

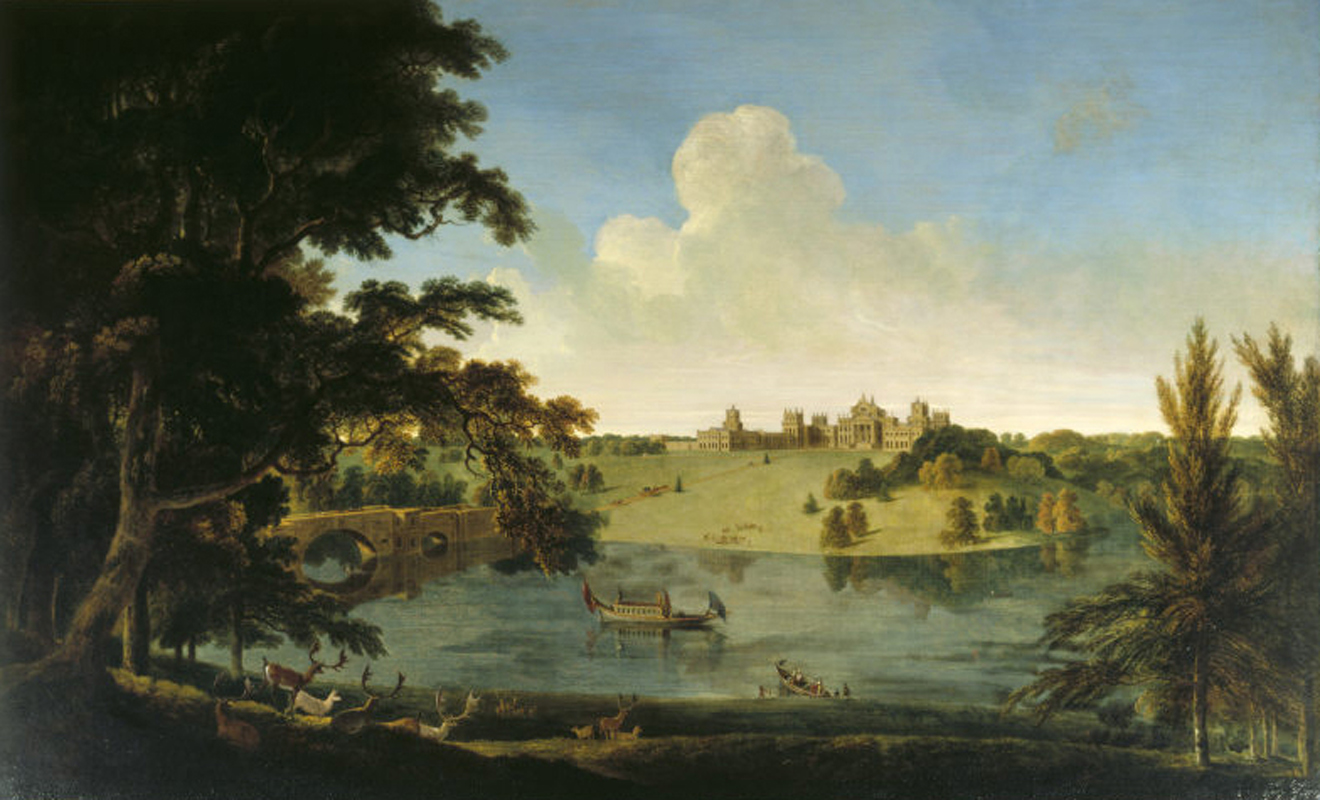
Le palais de Blenheim au XVIIIe siècle.

« Ce voyage se fit dans un petit gig à quatre roues. Le cheval appartenait à M. d’Aramon et la voiture à M. de Fitz-James. L’équipage n’avait pas trop mauvaise tournure. Ces messieurs étaient convenus qu’au besoin ils panseraient eux-mêmes le cheval et feraient tour à tour, s’il le fallait, le métier de domestique. Il était de plus arrêté qu’on le prendrait de très haut avec celui qui se trouverait faire occasionnellement le service des autres et sa consigne était de faire le mystérieux sur la condition de ses maîtres. De là, mille incidents qui divertirent beaucoup les jeunes voyageurs. Un jour, mon père et M. de Fitz-James, après avoir visité la ville d’Oxford et le parc de Blenheim, envoyèrent M. d’Aramon, dont c’était le tour de jouer les valets, demander pour ses maîtres la permission de visiter l’intérieur du château. À peine introduits, ces messieurs furent rejoints par une dame que le majordome leur dit avoir été autorisée à visiter comme eux les appartements. C’était la duchesse de Marlborough, curieuse de voir par elle-même quel effet les magnificences de son habitation allaient produire sur de pauvres émigrés. Le duc de Fitz-James et mon père la reconnurent parfaitement pour l’avoir maintes fois rencontrée dans les salons de Londres, mais ils se gardèrent bien d’en rien laisser voir. Afin de mieux les dérouter, la duchesse affectait de tout critiquer, de trouver les ameublements de mauvais goût et les tableaux médiocres. M. de Fitz-James et mon père évitaient de répondre, ils admiraient à qui mieux mieux tout ce que la duchesse se plaisait à dénigrer. »
À la fin de la visite, ils avouèrent en riant à la comtesse de Marlborough qu’ils savaient que c’était la maîtresse des lieux qui leur avait fait les honneurs de Blenheim. À la fin de ce voyage, la tourmente révolutionnaire avait pris fin et grâce à la connivence tacite du premier consul, quelques-uns parvinrent à se faire rayer de la liste des émigrés et prirent la décision de rentrer en France. En mars 1802, la paix d’Amiens fut signée et le Consulat accorda l’amnistie générale aux émigrés.

### Le retour d'émigration

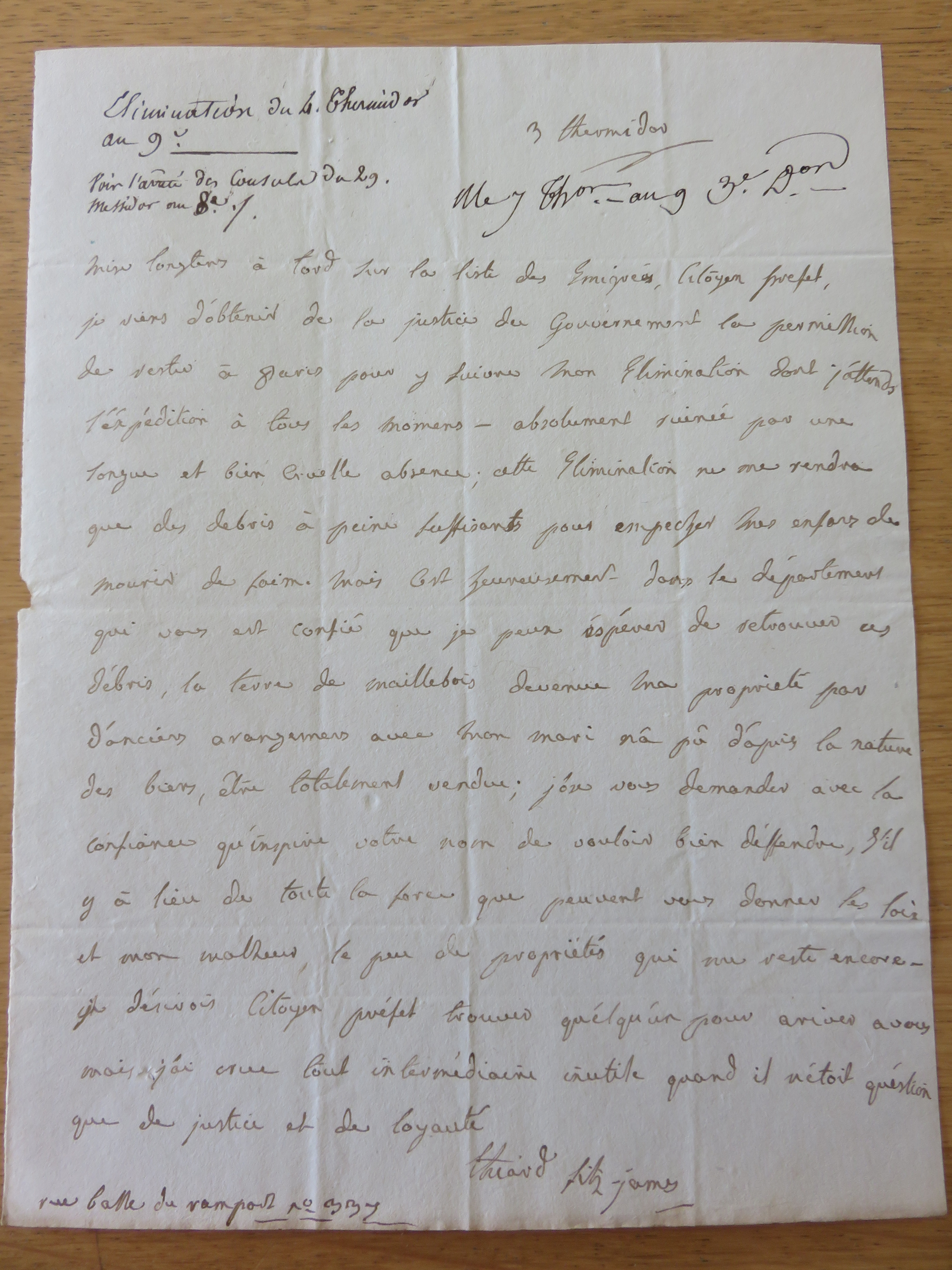
Lettre de Mme Fitz-James adressée au préfet d’Eure-et-Loir en 1801 (AD 28, 1Q 623).

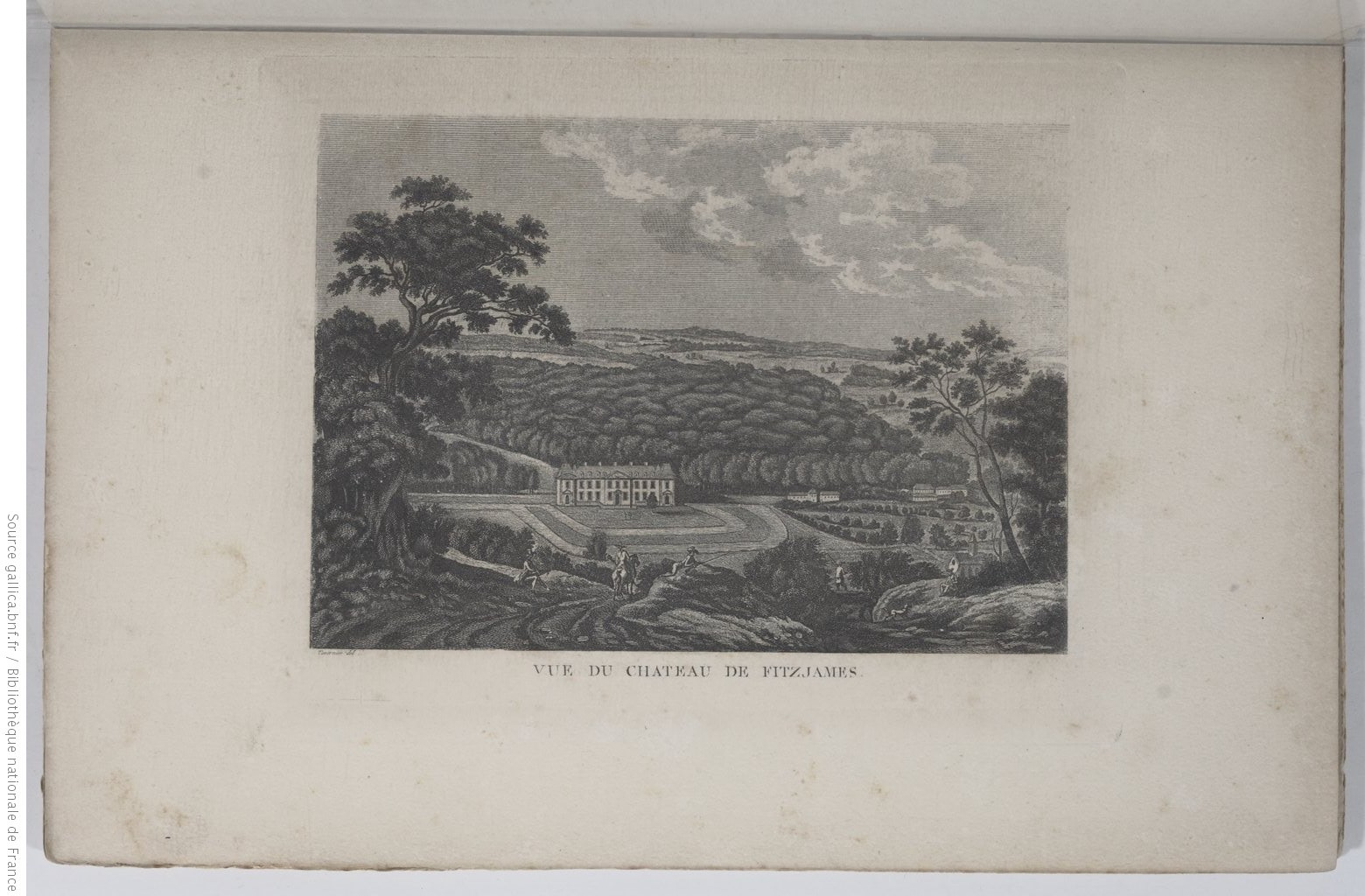
Château de Fitz-James au XVIIIe siècle par Tavernier de Jonquières.

La duchesse de Fitz-James, de retour à Paris en 1801, demande à être rayée de la liste des émigrés et jure fidélité à la constitution, ce qui lui donne le droit de rentrer en possession des biens qui n’ont pas été vendus, à l’instar du château de Maillebois. Cette élimination de la liste des émigrés, dit-elle, dans une lettre au citoyen préfet d’Eure-et-Loir « ne lui rendra que quelques débris à peine suffisants pour empêcher ses enfants de mourir de faim ». Elle se dit « absolument ruinée par une longue et cruelle absence » confirmant les dires de son fils Édouard qui assure fièrement avoir « perdu toute sa fortune à faire son devoir ».  Le duc de Fitz-James n’a plus que quelques années à vivre, il s’éteint, semble-t-il, à Paris, le 11 août 1805. Sa femme lui survit jusqu'au 10 juin 1812. Édouard vit retiré jusqu’à la chute de l’Empire et reprend du service sous la Restauration. Il rentre alors en possession du domaine de Fitz-James. Le château familial n'existe plus. Il a servi de dépôt au 25e régiment de cavalerie de 1789 à 1792. L'année suivante, il a été occupé par les réquisitionnaires des environs pour être finalement saccagé par un régiment de bas-bretons. Il a alors été acquis en bien national par le citoyen Boutron de Versailles qui l'a démoli avant de le revendre. Le nouveau château, construit par Édouard de Fitz-James sur la colline à cent mètres de distance de l'ancien manoir,  est vendu en 1833 à Chrestien de Beaumini, ancien maire de Clermont-de-l'Oise. 

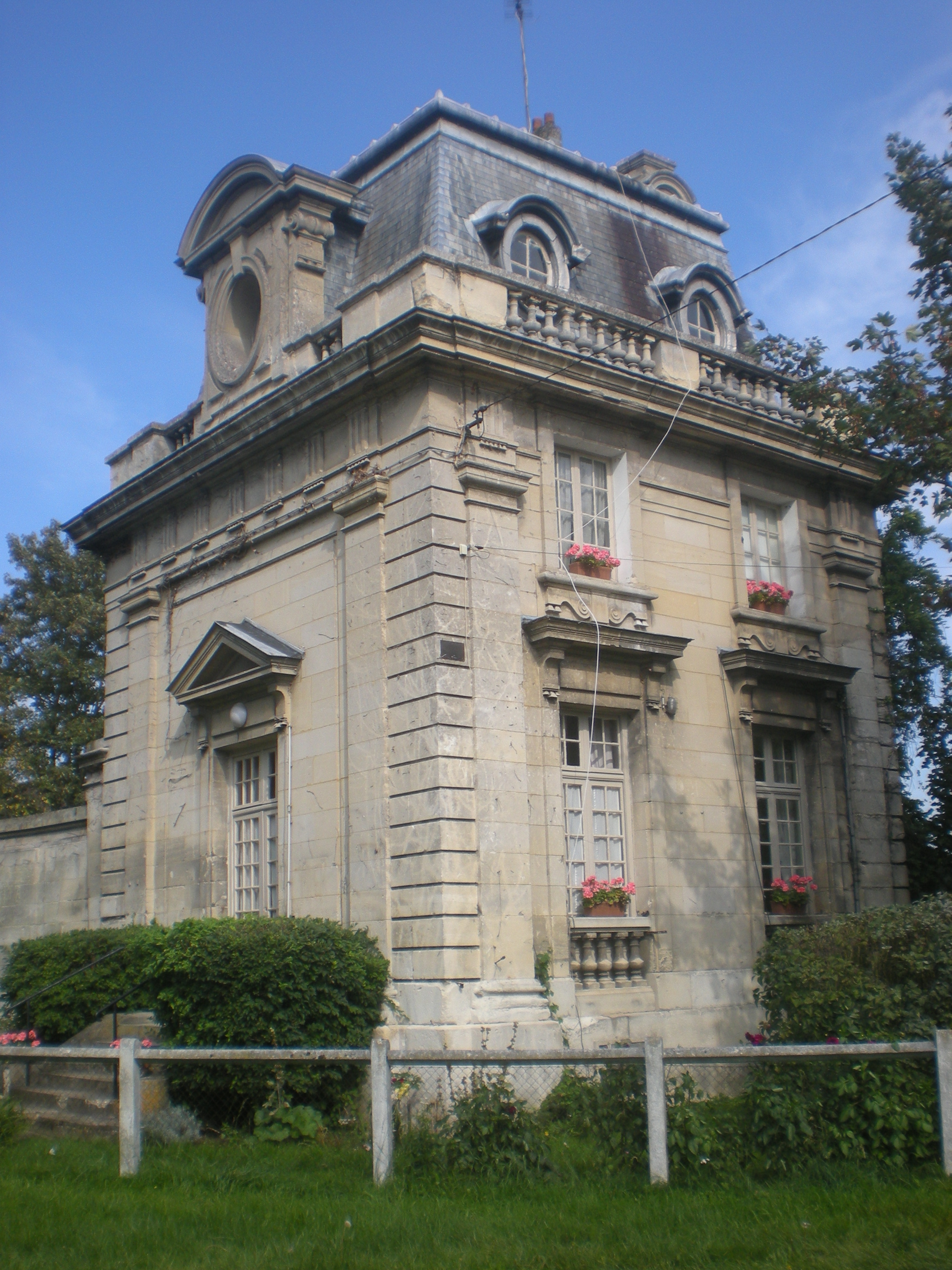
Pavillon de l'ancienne entrée du domaine de Fitz-James.

## Sources
- Alain Le Bihan, Francs-maçons parisiens du Grand Orient de France : (fin du XVIIe siècle), 1766
- Jean Pinasseau, L'émigration militaire: Armée royale: Composition. Ordres de bataille. Notices D à Z, 1964
- Raoul de Warren, Les pairs de France sous l'ancien régime, Volume 16, 1958
- Correspondance de Louis XVIII avec le duc de Fitz-James, le marquis et la marquise de Favras et le comte d'Artois, 1815
- Barthélemy O'Mahonny, régiment de Berwick http://maison.omahony.free.fr/barthelemy.html
- The officers of the irish brigade and the british army  1789-1798  http://etheses.whiterose.ac.uk/21155/1/731701.pdf
- Mourir à la guerre, survivre à la paix: les militaires irlandais au service de la France au XVIIIe siècle https://tel.archives-ouvertes.fr/tel-01997932/document
- Irish Farewell Banner, https://www.crwflags.com/fotw/flags/ie-fb.html